# 潘朵拉星球世界巡迴演唱會
《潘朵拉星球世界巡迴演唱會》是張韶涵的第二次巡迴演唱會。

## 巡演地點
| 場次       | 日期          | 國家／地區 | 城市       | 場館           | 表演嘉賓               | 附註                                     | 動員人數   |
| ---------- | ------------- | ---------- | ---------- | -------------- | ---------------------- | ---------------------------------------- | ---------- |
| 1          | 2010年5月15日 | 中國大陸   | 北京       | 首都體育館     | 韋禮安                 |                                          | 約12,000人 |
| 2          | 2010年5月22日 | 中國大陸   | 上海       | 上海大舞台     | 韋禮安                 |                                          | 約10,000人 |
| 3          | 2010年6月19日 | 中國大陸   | 成都       | 四川省體育館   |                        |                                          | 約8,000人  |
| 4          | 2010年7月3日  | 中國大陸   | 廣州       | 廣州體育館     | 韋禮安                 | 和世界杯直播撞期                         | 約10,000人 |
| 5          | 2010年8月7日  | 台灣       | 台北       | 台北小巨蛋     | 韋禮安、陳漢典         | 後有發行 張韶涵 潘朵拉星球演唱會寫真紀實 | 約11,000人 |
| 6          | 2010年9月3日  | 香港       | 香港       | 香港紅磡體育館 | 韋禮安、邱勝翊、廖俊傑 |                                          | 約10,000人 |
| 總動員人數 | 總動員人數    | 總動員人數 | 總動員人數 | 總動員人數     | 總動員人數             | 總動員人數                               | 約61,000人 |

## 演出曲目

### 臺北場歌單
1. 歐若拉
2. 口袋的天空
3. 聽見月光
4. 驚天動地
5. 寓言
6. 愛情旅程
7. 親愛的 那不是愛情
8. 尋寶
9. 我戀愛了
10. 香水百合
11. 藍眼睛(韋禮安合唱)
12. 有沒有(韋禮安)
13. 兩腳書櫥的逃亡(韋禮安)
14. 特別演出:個人獨白戲組曲
15. 復活節+真的
16. 第五季
17. 我要你的
18. 不痛
19. 都只因為你
20. 吶喊
21. 白白的
22. 直線
23. 潘朵拉
24. 給你給我
25. 保護色
26. 喜歡你沒道理
27. 頭號甜心(與歌迷互動 教跳舞)
28. 搖擺頭
29. 看得最遠的地方
30. 不想懂得
31. 手心的太陽
32. 夢裡花
33. 隱形的翅膀(播放影片)
34. I STARTED A JOKE+重來("重來"自彈自唱一小段)
35. 猜不透
36. 遺失的美好
37. 快樂崇拜(陳漢典合唱)

## 演唱會書籍
| 發行日期     | 名稱                            | 版本               | 附註                             |
| 2010年8月3日 | 張韶涵 潘朵拉星球演唱會寫真紀實 | 精裝限量版、平裝版 | 收錄於2010年8月7日台北小巨蛋舉辦 |